# Élections européennes de 1979 en Belgique
Les élections européennes de 1979, les premières au suffrage universel direct, se déroulent du 7 au 10 juin 1979 selon les pays, et le dimanche 10 en Belgique.
Avec un taux de 91,3 %, la participation est supérieure à la participation moyenne dans la Communauté économique européenne (61,9 %) et la plus élevée de tous les États-membres.

## Résultats

### Francophone
| Parti ou coalition | Parti ou coalition                                                 | %    | Sièges | Groupe    |
| ------------------ | ------------------------------------------------------------------ | ---- | ------ | --------- |
|                    | Parti socialiste (PS)                                              | 27,4 | 4      | SOC       |
|                    | Parti social chrétien (PSC)                                        | 21,2 | 3      | PPE       |
|                    | Front démocratique des francophones /Rassemblement wallon (FDF/RW) | 19,7 | 2      | NI        |
|                    | Parti Réformateur Libéral (PRL)                                    | 17,8 | 2      | LD        |
|                    | Ecolo                                                              | 5,1  | 0      | Verts/ALE |
| Total              | Total                                                              | 100  | 10     | -         |

### Néerlandophone
| Partis | Partis                                    | %    | Sièges | Groupe    |
| ------ | ----------------------------------------- | ---- | ------ | --------- |
|        | Christelijke Volkspartij (CVP)            | 48,1 | 7      | PPE       |
|        | Socialistische Partij (SP)                | 20,9 | 3      | SOC       |
|        | Partij voor Vrijheid en Vooruitgang (PVV) | 15,3 | 2      | LD        |
|        | Volksunie (VU)                            | 9,7  | 1      | CDI       |
|        | Agalev                                    | 2,3  | 0      | Verts/ALE |
| Total  | Total                                     | 100  | 13     | -         |

### Par groupe au Parlement Européen
| Groupe                                                                           | % | Sièges  |
| -------------------------------------------------------------------------------- | - | ------- |
| Parti populaire européen (PPE)                                                   |   | 10 / 24 |
| Socialistes (SOC)                                                                |   | 7 / 24  |
| Libéral et Démocratique (LD)                                                     |   | 4 / 24  |
| Non-inscrits (NI)                                                                |   | 2 / 24  |
| Coordination technique pour la défense des groupes et membres indépendants (CDI) |   | 1 / 24  |